# NGC 1214
NGC 1214 ist eine Linsenförmige Galaxie vom Hubble-Typ S0/a im Sternbild Eridanus südlich des Himmelsäquators. Sie ist schätzungsweise 216 Millionen Lichtjahre von der Milchstraße entfernt und hat einen Durchmesser von etwa 85.000 Lichtjahren. Die Galaxie wird als Mitglied der Galaxiengruppe HCG 23 gelistet.
Im selben Himmelsareal befinden sich u. a. die Galaxien NGC 1208, NGC 1215, NGC 1216, IC 1880.
Das Objekt wurde am 21. Oktober 1886 von dem Astronomen Lewis Swift entdeckt.